# Trentepohlia (Paramongoma) suberrans
Trentepohlia (Paramongoma) suberrans is een tweevleugelige uit de familie steltmuggen (Limoniidae). De soort komt voor in het Neotropisch gebied.